# رواية شبح في الآلة
شبح في الآلة (بالإنجليزية: A Ghost in the Machine) هي الرواية السابعة والأخيرة في سلسلة رئيس المفتش بارنابي للكاتبة البريطانية كارولين غراهام (Caroline Graham)، وقد نُشرت عام 2004 بواسطة دار نشر هيدلاين. بخلاف الروايات السابقة في السلسلة، لم يتم تحويل هذه الرواية إلى حلقة في المسلسل التلفزيوني البريطاني جرائم قتل ميدسمر (Midsomer Murders).

## القصة
يُقتل رجل يُدعى دينيس تايلور بطريقة مروعة بواسطة واحدة من آلات التعذيب التاريخية التي كان يجمعها. صديقته أوبريانا كروكيت تشتبه في أن موته لم يكن حادثًا وتطلب من صديقتها المحققة السابقة، مولي كريستوفر، التحقيق. قبل أن تتمكن مولي من مشاركة نتائجها مع الشرطة، يتم قتلها. يبدأ رئيس المفتش بارنابي ومساعده الرقيب تروي بالتحقيق، ليجدوا أنفسهم غارقين في شبكة معقدة من الأكاذيب، والأسرار، والشخصيات الغريبة.